# Hồ Xuân Năng
Hồ Xuân Năng (sinh ngày 4 tháng 11 năm 1964 tại Yên Thắng, Ý Yên, Nam Định, Việt Nam)  là một doanh nhân người Việt Nam. Ông là Chủ tịch Hội đồng quản trị, Tổng giám đốc Công ty cổ phần Tập đoàn Phượng Hoàng Xanh A&A (Tập đoàn PHENIKAA) (tới 27/2/2023), Chủ tịch Hội đồng quản trị Công ty cổ phần VICOSTONE, Chủ tịch Hội đồng Trường Đại học PHENIKAA, Chủ tịch Hội đồng quản trị Công ty cổ phần đầu tư giáo dục PHENIKAA, Viện trưởng Viện Nghiên cứu Công nghệ PHENIKAA (PRATI) và Chủ tịch Quỹ Đối mới sáng tạo Phenikaa. Ông được xem là người giàu thứ 5 trên sàn chứng khoán Việt Nam năm 2018 và thuộc top 10 người giàu nhất Việt Nam trên sàn chứng khoán Việt nam năm 2021.
Ngày 27/2/2023, Ông Hồ Xuân Năng thôi giữ chức Tổng Giám đốc Tập đoàn Phenikaa, chuyển giao vị trí này cho lãnh đạo khác.

## Quá trình hoạt động
Tốt nghiệp kỹ sư tại Trường đại học Bách khoa Hà Nội, ông Hồ Xuân Năng được giữ lại trường và được chuyển tiếp làm Nghiên cứu sinh. Tháng 2 năm 1992, ông bảo vệ thành công luận án Tiến sỹ và tiếp tục là giảng viên của Trường cho đến tháng 2 năm 1993. Sau 3 năm (1993 – 1996) làm công tác nghiên cứu tại Viện Cơ điện nông nghiệp Việt Nam, từ tháng 3 năm 1996, ông chuyển sang công tác tại Nhà máy Ô tô Ford Việt Nam – Hải Dương và trở thành Giám đốc sản xuất Nhà máy.
Đầu năm 1999, ông Năng bắt đầu làm việc tại Tổng công ty cổ phần Xuất nhập khẩu và Xây dựng Việt Nam (Vinaconex).
Năm 2022, ông Năng được công nhận đạt chuẩn chức danh PGS ngành Cơ khí - Động lực. Tính đến thời điểm hiện tại, PGS.TS Hồ Xuân Năng đã công bố 48 bài báo khoa học. Ông đã được cấp 03 bằng độc quyền sáng chế, đồng thời chủ trì 07 đề tài NCKH các cấp; hướng dẫn 02 NCS và 01 thạc sĩ.
Từ tháng 08 năm 2015 đến nay, ông là Chủ tịch Hội Đồng Quản Trị Tập đoàn PHENIKAA. Chiều ngày 26/3/2021, Tập đoàn Phenikaa đã ra mắt xe tự hành thông minh cấp độ 4 "Made-in-Vietnam". Năm 2022, xe tự hành Phenikaa được thử nghiệm vận hành trên hệ thống giao thông công cộng tại thành phố mới Bình Dương.
Năm 2019, ông Năng là Chủ tịch Quỹ Đổi mới sáng tạo Phenikaa, với quy mô 1000 tỷ đồng, tài trợ đầu tư vào lĩnh vực giáo dục và phát triển khoa học công nghệ.